# كريستيان يورجنسن تومسن
كريستيان يورجنسن تومسن (29 ديسمبر 1788 – 21 مايو 1865) هو متخصص دنماركي بالأثريات طور تقنيات وأساليب مبكرة في علم الآثار.
في عام 1816 عُين رئيسًا للمجموعات "الأثرية" التي تطورت لاحقًا إلى المتحف الوطني الدنماركي في كوبنهاغن. وأثناء تنظيم وتصنيف الآثار للعرض، قرر تقديمها ترتيبًا زمنيًا وفقًا لنظام العصور الثلاث. اقترح علماء آخرون سابقًا أن عصور ما قبل التاريخ قد تقدمت من عصر الأدوات الحجرية، إلى عصور الأدوات المصنوعة من البرونز والحديد، ولكن قُدمت هذه المقترحات نظمًا للتطور، والتي لم تسمح بتأريخ القطع الأثرية. صقل تومسن نظام العصور الثلاثة نظامًا كرونولوجيًا من خلال رؤية القطع الأثرية التي حدثت مع القطع الأثرية الأخرى في الاكتشافات المغلقة. وبهذه الطريقة، كان أول من أنشأ تقسيمًا قائمًا على الأدلة لما قبل التاريخ إلى فترات منفصلة. أدى هذا الإنجاز إلى اعتباره المنشئ لنظام العصور القديمة الأوروبية .
كتب تومسن أيضًا واحدة من أولى الرسائل المنهجية حول براكتاتية الذهب في عصر الهجرات. استندت دراسة تومسن للقطع الأثرية داخل متحف كوبنهاغن إلى الارتباطات بين التغيير الأسلوبي والديكور والسياق ؛ لقد أدرك أهمية فحص الأشياء من "الاكتشافات المغلقة"، مما أتاح له تحديد ارتباطات المصنوعات اليدوية الشائعة لفترات مختلفة (الحجر - البرونز - الحديد). نُشرت نتائجه في إرشادات إلى العصور القديمة لبلدان الشمال (Ledetraad til Nordisk Oldkyndighed) في عام 1836. تُرجمت للإنجليزية عام 1848.